# Polpochila capitata
Polpochila capitata är en skalbaggsart som beskrevs av Maximilien de Chaudoir. Polpochila capitata ingår i släktet Polpochila och familjen jordlöpare. Inga underarter finns listade i Catalogue of Life.